# 橋本萬右衛門 (参議院議員)

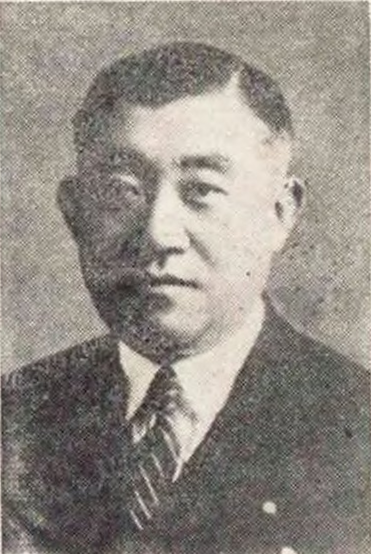
2代 橋本萬右衛門

2代 橋本 萬右衛門（はしもと まんうえもん、1892年（明治25年）6月5日 - 1950年（昭和25年）12月27日）は、昭和期の実業家、政治家。貴族院議員、参議院議員（2期）。幼名・鉄吉。

## 経歴
福島県安積郡郡山町（現郡山市）で、先代萬右衛門の長男として生まれる。安積中学校（現福島県立安積高等学校）で学んだ。1935年（昭和10年）以降、橋本合名会社、北日本商会など各社長、日本赤十字社本社、帝都高速度交通営団各評議員、郡山商工会議所会頭、郡山開成学園理事長、郡山ロータリークラブ会長などを歴任する。
1946年（昭和21年）補欠選挙に貴族院多額納税者議員に選出され、同年9月17日に就任し、同成会に所属し1947年（昭和22年）5月2日の貴族院廃止まで在任した。
1947年、貴族院廃止とともに第1回参議院議員通常選挙で福島地方区から民主党公認で立候補して初当選。続く1950年の第2回参議院議員通常選挙でも再選された。しかし、同年12月27日に死去した。

## 著作
- 述『郡山の今昔を語る』己亥会、1941年。